# Régis Blachère
Régis Blachère (Montrouge, 30 giugno 1900 – Parigi, 7 agosto 1973) è stato un arabista francese.

## Biografia
Membro dell'Institut de France (1972), direttore di studi nell'Institut des Hautes Études marocaines di Rabat (1930-1935), professore di arabo presso l'École nationale des langues orientales, INALCO, tra il 1935 e il 1950, professore di Letteratura araba del medioevo alla Sorbonne (1950-1970), direttore di studi all'École pratique des hautes études (1950-1968), direttore dell'Institut d'études islamiques dell'Università di Parigi (1956-1965), direttore del Centro di lessicografia araba (Centre de lexicographie arabe), associato al CNRS (1962-1971).
A lui si deve una traduzione critica del Corano (1947) e un saggio di riordinamento delle sure secondo l'ordine cronologico presunto delle loro rivelazioni.